# غرايم ديفيس
غرايم ديفيس (بالإنجليزية: Graeme Davis)‏ هو كاتب بريطاني، ولد في 1958.